# سيرج لوروا
سيرج لوروا (بالفرنسية: Serge Leroy)‏ هو كاتب سيناريو فرنسي، ولد في 14 مايو 1937 في باريس في فرنسا، وتوفي بنفس المكان في 27 مايو 1993.

## وصلات خارجية
- سيرج لوروا على موقع IMDb (الإنجليزية)
- سيرج لوروا على موقع ألو سيني (الفرنسية)
- سيرج لوروا على موقع قاعدة بيانات الأفلام السويدية (السويدية)
- سيرج لوروا على موقع قاعدة بيانات الفيلم (الإنجليزية)